# Laura Sondore
Laura Sondore (Dekšāres, 29 dicembre 1999) è una calciatrice lettone, difensore del Carmen Bucarest e della nazionale lettone.

## Carriera

### Club
Nata nel 1999, dopo le giovanili con il Rēzeknes BJSS, è arrivata in prima squadra con la stessa compagine, giocando per 2 stagioni, dal 2016 al 2018, in Sieviešu futbola līga, massima serie lettone.
Nel 2018 è passata al Metta/LU, rimanendovi per una sola stagione.
Nell'estate 2019 si è trasferita in Italia, accordandosi con la Torres, in Serie C.
Il 5 marzo 2021 passa al Crotone, militante nel girone D della Serie C.

### Nazionale
Ha iniziato a giocare nelle nazionali giovanili lettoni nel 2014, con l'Under-17, disputando fino al 2015 13 gare, 6 delle quali nelle qualificazioni agli Europei di Islanda 2015 e Bielorussia 2016.
Nel 2016 è passata in Under-19, partecipando a 5 gare delle qualificazioni agli Europei di Irlanda del Nord 2017 e Svizzera 2018. Ha terminato nel 2017 con 9 partite giocate.
Ha esordito in nazionale maggiore il 28 febbraio 2018, entrando all' 81' al posto di Sandra Voitāne nella sconfitta per 5-0 contro il Messico nella Turkish Women's Cup, ad Alanya.

## Statistiche

### Presenze e reti nei club
Statistiche aggiornate al 21 marzo 2021.
| Stagione        | Squadra         | Campionato      | Campionato | Campionato | Coppe nazionali | Coppe nazionali | Coppe nazionali | Coppe continentali | Coppe continentali | Coppe continentali | Altre coppe | Altre coppe | Altre coppe | Totale | Totale |
| Stagione        | Squadra         | Comp            | Pres       | Reti       | Comp            | Pres            | Reti            | Comp               | Pres               | Reti               | Comp        | Pres        | Reti        | Pres   | Reti   |
| --------------- | --------------- | --------------- | ---------- | ---------- | --------------- | --------------- | --------------- | ------------------ | ------------------ | ------------------ | ----------- | ----------- | ----------- | ------ | ------ |
| 2019-2020       | Torres          | C               | ?          | ?          | CI-C            | ?               | ?               | -                  | -                  | -                  | -           | -           | -           | ?      | ?      |
| 2020-2021       | Crotone         | C               | ?          | ?          | -               | -               | -               | -                  | -                  | -                  | -           | -           | -           | ?      | ?      |
| Totale carriera | Totale carriera | Totale carriera | ?          | ?          | -               | -               | -               | -                  | -                  | -                  | -           | -           | -           | ?      | ?      |